# Rehlingen-Siersburg
Rehlingen-Siersburg is een Stad in de Duitse deelstaat Saarland, en maakt deel uit van de Landkreis Saarlouis.
Rehlingen-Siersburg telt 14.331 inwoners.

## Afbeeldingen

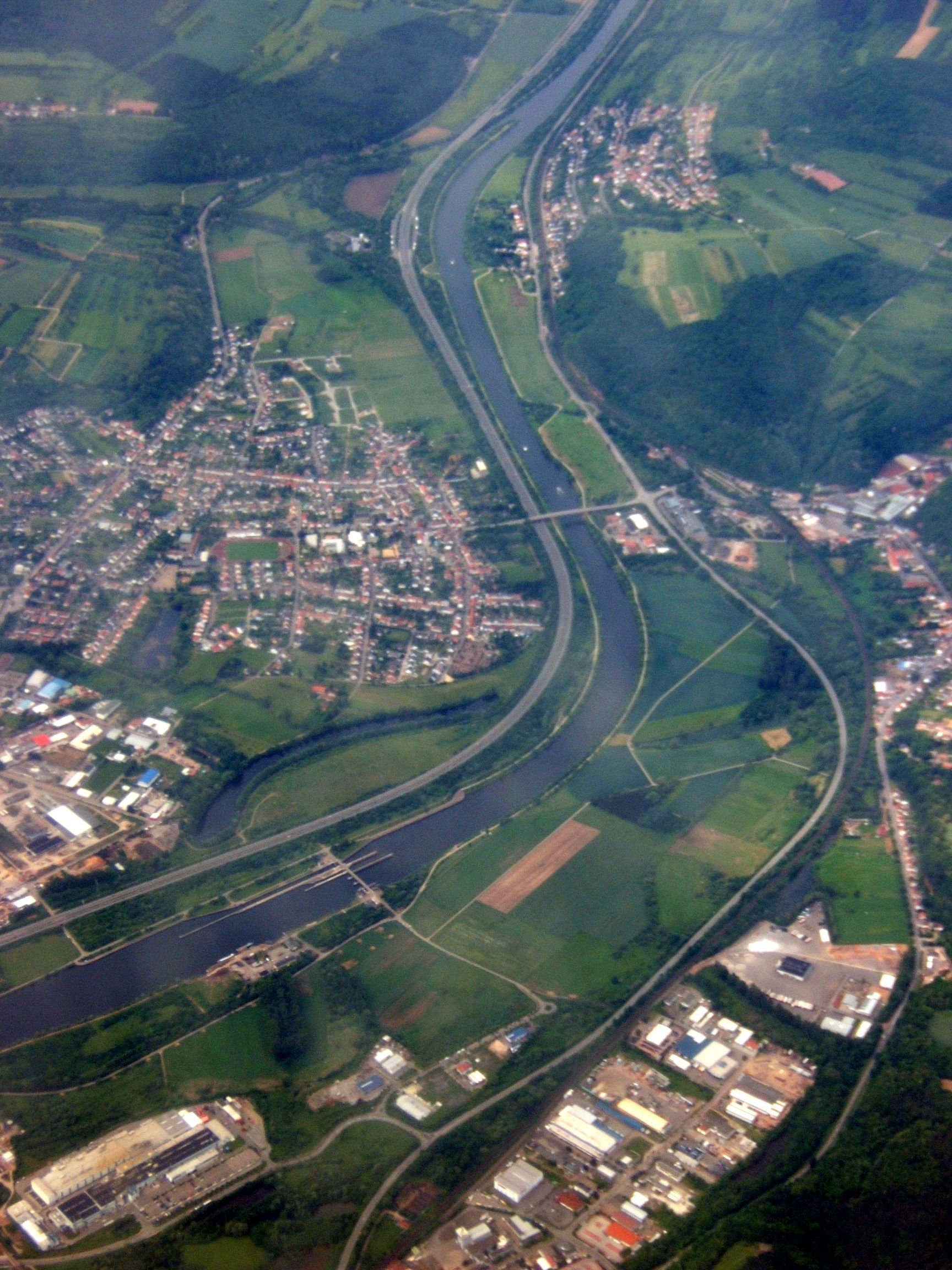
Gezicht op Rehlingen (links)
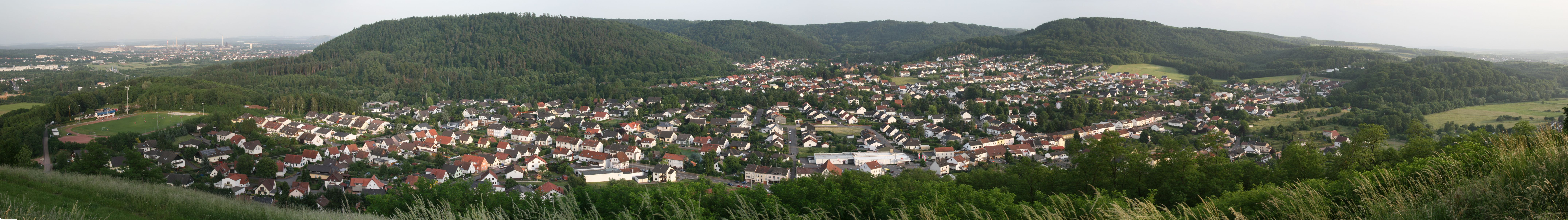
Gezicht op Siersburg

Bous ·
Dillingen/Saar ·
Ensdorf ·
Lebach ·
Nalbach ·
Rehlingen-Siersburg ·
Saarlouis (stad) ·
Saarwellingen ·
Schmelz ·
Schwalbach ·
Überherrn ·
Wadgassen ·
Wallerfangen